# 容志行
容志行（1948年7月30日—），广东台山人，中国足球运动员。

## 生平
容志行祖籍广东台山，父亲容宝琛在1948年秋天携全家前往印度工作，容志行出生于开往印度的英国“沙丹拿”号油轮上，五岁时随家人从印度回到广州定居。在就读广州市宝贤大街小学之前，母亲给他起了“志行”的学名，意思是“做人要志在必行”。
容志行自小已展现出过人的足球天赋，9岁进入宝岗业余体校儿童足球班，接受专业训练，1962年考入广州二沙头业余体校足球队，后入选广州市少年足球队。1964年，入选广州工人足球队，1966年入选广州足球队。文化大革命开始后，广州队被解散，其被下放至三水“五七干校”进行劳动改造，1969年7月，被重组后广东足球队选中，成为正选球员。1971年5月，在广东队与古巴国家足球队的比赛中，在临终场前打入制胜球，帮助球队以2:1获胜，这场比赛让他声名鹊起。此后多次代表广东队参加国内外重要赛事，带领球队获得第三届全运会足球项目冠军以及全国足球甲级队联赛冠军。
1972年，正式成为中国国家足球队队员，司职边锋、前卫和中锋，作为主力队员，在第七届、第八届亚运会足球项目比赛、第六届亚洲杯足球赛及1982年世界杯预选赛中发挥了关键作用。1974年，在国家队访问香港的友谊赛中，以一脚劲射踢出“世界波”，使得粤语“世界波”一词风靡中国内地，1977年，他在与贝利领衔的美国宇宙队的友谊赛中表现出色，赛后贝利对其场上表现进行了赞扬，并主动与其交换球衣。在1982年世界杯预选赛中，其贡献关键进球和助攻，令中国队以小组第一晋级，最为人称道的是在对阵科威特队时带伤上阵并头球破门，率队以3比0获胜，但最终因附加赛不敌新西兰队无缘决赛周。
1983年2月27日，35岁的容志行在广东省人民体育场举行告别表演赛，正式结束球员生涯。對陣雙方為廣東隊對中國青年隊。容志行在比賽中身穿11號球衣，在上下半場各進一球，最終雙方2-2戰平。當天雖然是元宵節，仍然有二萬多球迷入場觀看比賽。
其退役后被任命为广东少年足球队主教练，并率队参加1983年香港亚洲少年足球邀请赛，以五战全胜的战绩夺冠。1983年9月进入华南师范大学干部进修班（广东行政学院前身）学习，结业后，他先后担任广东省体育运动技术学院党委副书记、深圳市体委主任等职，并参与组建深圳足球俱乐部。2003年，当选中国足协副主席，2021年卸任，转任中国足协新技术委员会顾问。

## 评价
1979-1981年，连续三年被评为“中国十佳运动员”。1984年获“中华人民共和国成立35周年杰出运动员”称号，2009年入选“60位最具影响力的新中国体育人物”。2013年获亚足联“金星贡献奖”。
容志行性格谦逊，职业生涯从未领到红、黄牌，面对恶意犯规从不报复，以技术优势化解冲突，赛后从不争执裁判判罚，被认为具有高尚的体育道德。1979年，《中国体育报》记者邱镇祁在《足坛名将容志行》一文中将其精神总结为“志行风格”，得到国家体委常务副主任荣高棠肯定。此后，“志行风格”成为中国体育界首个以个人命名的体育道德典范。